# 東光寺 (安曇野市)

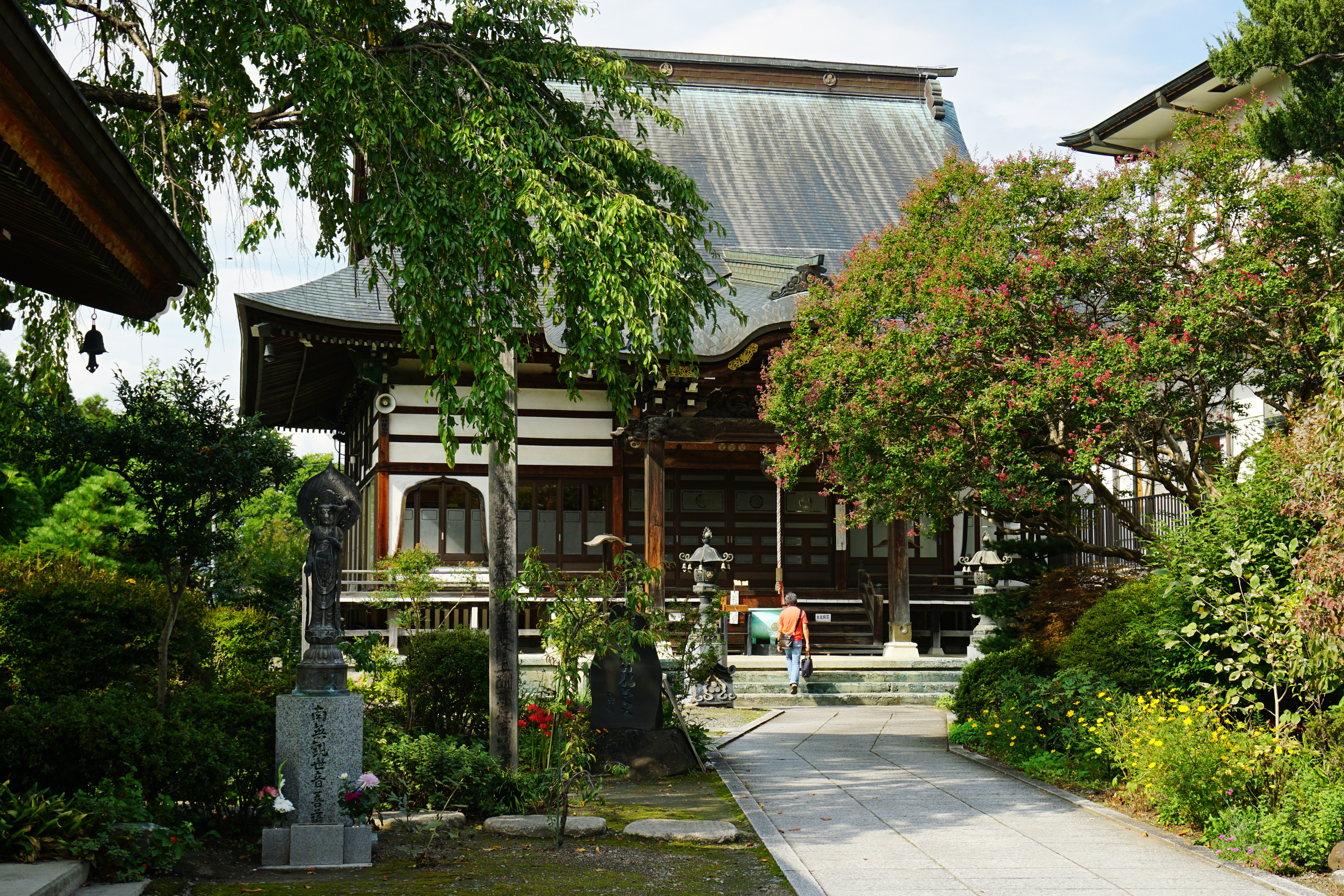
本堂

東光寺（とうこうじ）は、長野県安曇野市穂高にある曹洞宗の寺院である。山号は吉祥山。本尊は馬頭観世音菩薩。信州七福神の大黒天の札所。信州川西観音札所第八番札所でもある。旧名は「東龍寺」。

## 文化財

### 市指定有形文化財
- 木造阿弥陀如来立像（平成20年10月29日指定）[1]

## アクセス
- 大糸線 穂高駅 徒歩15分
- 観光シーズンには穂高駅からあづみ野周遊バスが斜め向かいの「等々力家」まで運行される。